# ORP Rybitwa (1918)
Pour les autres navires du même nom, voir ORP Rybitwa.
L'ORP Rybitwa était un dragueur de mines polonais de la classe FM allemande. Il a été commandé pour la Kaiserliche Marine et construit au chantier naval de Georg Seebeck à Geestemünde. Il a été lancé le 6 juillet 1918 et mis en service sous le nom de FM 2 le 24 août 1918. Il sert dans la flotte allemande jusqu’au 10 mars 1920. Le dragueur de mines a ensuite été acheté, lors de la démobilisation de la marine allemande, par la société finlandaise Hoffströms Skogsbyrå. Les Finlandais ont proposé d’acheter le navire à la marine polonaise naissante, qui l’a acheté avec trois autres unités jumelles le 24 septembre 1920. Il est mis en service en mars 1921. Le navire a servi dans la flotte polonaise jusqu’en octobre 1931. Au cours de cette période, il a effectué des tâches de dragage et a également servi de navire-école. Il fut le premier des trois navires de la marine polonaise à porter ce nom.

## Service
À la fin de la Première Guerre mondiale, la marine allemande a commandé 66 dragueurs de mines d’un nouveau type pour renforcer les forces de lutte contre les mines. Il s’agissait de navires d’un petit déplacement de 170 tonnes et d’un faible tirant d'eau de 1,6 m, grâce auxquels ils pouvaient opérer dans les eaux côtières. Le nouveau type a été désigné FM (Flachgehende Minensuchboote) et chaque navire dans le nom a reçu un numéro. En raison de leur petite taille, les dragueurs de mines ont été construits dans 21 chantiers navals.
Dans les publications, il y a des divergences quant à l’attribution de noms spécifiques, cependant, selon la littérature la plus récente, le Rybitwa était l’ancien dragueur de mines FM 2. La construction du navire de type FM portant le numéro de chantier naval 413 a commencé au chantier naval Georg Seebeck à Geestemünde. Il a été lancé le 6 juillet 1918 et mis en service dans la Kaiserliche Marine le 24 août 1918. Le dragueur de mines a été nommé FM 2 et a servi dans la flotte allemande jusqu’au 10 mars 1920, date à laquelle il a été officiellement rayé de la liste de la marine. Après la fin des hostilités, le navire, avec d’autres unités de ce type, a été acquis par la société de fiducie Reichstreuhandgesellschaft. Puis, à la mi-septembre, le dragueur de mines a été acheté à une société allemande par la société finlandaise Hoffströms Skogsbyrå.
Le 24 septembre 1920, il a été acheté par la Pologne avec 3 autres navires de ce type. Sous le nom temporaire de Finlandia I, le navire est arrivé à Gdańsk le 12 février 1921. Il est entré en service polonais le 1er mars 1921 sous le nom d’ORP Rybitwa (en français : Sterne). Le premier commandant était le lieutenant Bolesław Sokołowski. Pendant 10 ans de service, le navire a été utilisé pour le dragage de mines dans la baie de Gdańsk, ainsi que pour la formation de spécialistes maritimes. En raison de son usure, il a été mis hors service en 1931.

## Commandants
- Lieutenant Bolesław Sokołowski
- Lieutenant Czesław Wnorowski